# Wirtz (cratera)
Wirtz é uma cratera de impacto no quadrângulo de Argyre, em Marte. Ela se localiza a 48.6º latitude sul e 26º longitude oeste, possui 129 km de diâmetro e recebeu este nome em honra a Carl Wilhelm Wirtz, um astrônomo alemão (1886-1956).